# Кочнев, Борис Дмитриевич
Борис Дмитриевич Кочнев (30 октября 1940, Костино — 3 марта 2002, Хайфа) — советский и узбекистанский археолог, нумизмат, доктор исторических наук (1993).

## Научная деятельность
В 6 лет родители Бориса переехали в столицу Киргизии Фрунзе (ныне Бишкек), где он и учился в школе. После окончания школы в 1958 году поступил на исторический факультет КирГУ, но уровень и объём получаемых здесь знаний его не удовлетворяли, и вскоре он перевёлся на кафедру археологии Средней Азии Ташкентского государственного университета, которую возглавлял уже знаменитый в то время профессор Михаил Евгеньевич Массон. Окончив факультет и аспирантуру, Борис вернулся в г. Фрунзе, где несколько лет работал учёным секретарём республиканского общества охраны памятников истории и культуры и заместителем директора Государственного исторического музея Киргизской ССР.
Успешно защитив в 1971 г. кандидатскую диссертацию по теме «Мусалла Средней Азии и их место в исторической топографии феодального города», переехал в Самарканд; с тех пор и почти до последних дней его жизнь и научная деятельность были связаны с Институтом археологии АН Узбекистана. Он активно участвовал в археологических экспедициях, обследованиях и раскопках памятников Бухарской, Самаркандской и Кашкадарьинской областей.
Основное внимание уделял восточной нумизматике — караханидскими монетами и династийно-политической историей государства Караханидов.
Автор более 190 научных статей, публикаций и тезисов докладов, а также около 200 научно-популярных заметок в периодической печати. Ещё несколько работ вышли посмертно.
Поддерживал близкое сотрудничество с Б. А. Литвинским, Е.А. Давидович.
Скончался 3 марта 2002 года в Хайфе (Израиль) от рака.

## Основные работы
- Где же стоял Баласагун? // Л К. № 6. С. 98-100. 1974г.
- Два клада караханидских дирхемов середины XI в. из Киргизии // НЭ. Т. XI. М. С. 179-195 (совместно с М.Н.Федоровым).

1975г.
- Монеты с именем султана Санджара из Бухары // Известия АН ТуркмССР. Серия обществ, наук. № 2. С. 68-70. [xix]
- К истории денежного обращения в Средней Азии в XI-XII вв. // ИМКУ. Вып. 12. Ташкент. С.

170-175.
- Кирпичный намогильник XI века с городища Афрасиаб // Аф-расиаб. Вып. 4. Ташкент. С. 123Находки монет конца X — начала XIII вв. на Афрасиабе // Там же. С. 69-76 (совместно с Т.С.Ерназаровой).
- Заметки по средневековой нумизматике Средней Азии. Часть 1 (Саманиды, Караханиды, Джаниды) // ИМКУ. Вып. 14. Ташкент. С. 120-131. 1978г.
- Нумизматические находки на территории Узбекистана в 1969-1972 гг. // ОНУ. № 3. С. 65-68 (совместно с Т.С. Ерназаровой, Э.В. Ртвеладзе, М.Н. Фёдоровым). 1978г.
- Монетные находки с Кендыктепе // Древности Туябугуза (совместно с Т.С. Ерназаровой).

Ташкент. С. 121-156. 1978г.
- Мусалла Средней Азии и их место в исторической топографии феодального города. Автореферат диссертации на соискание ученой степени кандидата исторических наук. Т., 1971;
- К идентификации некоторых раннекараханидских титулов и лакабов // История и археология Средней Азии. Ашхабад. С. 20-225.

1978г.
- Заметки по средневековой нумизматике Средней Азии. Часть 2 (Караханиды) // ИМКУ.

Вып. 15. Ташкент. С. 120-138. 1979г.
- Древнейшие караханидские монеты // Там же. С. 142-152 (совместно с С. Ишанхановым). 1979г.
- Шаш (Чач) и Илак при Караханидах (по нумизматическим данным) // Древняя и средневековая культура Чача. Ташкент. С. 110-166. 1979г.
- Новые данные по генеалогии и хронологии Караханидов // III Всесоюзная тюркологическая конференция. Литература и история. ТД. Ташкент. С. 147-149.1980г.
- О степени достоверности надписей раннекараханидских монет как исторического источника // БЧ-1981. ТД. М. С. 45-48. [xx]
- Заметки по средневековой нумизматике Средней Азии. Часть 3 (Караханиды, Мас'уд-бек, Чагатаиды, Тимуриды, Джаниды) // ИМКУ Вып. 16. Ташкент. С. 71-87.1981г.
- Средневековые загородные культовые сооружения Средней Азии. Ташкент, 1981;
- Нумизматические материалы для характеристики взаимоотношений Караханидов и бухарских садров // БЧ-1982. ТД. М. С.28-29. 1982г.
- Заметки по средневековой нумизматике Средней Азии. Часть 4 (Караханиды) // ИМКУ Вып. 17. Ташкент. С. 152-169. 1982г.
- Чеканка монет на территории Киргизии в конце X — начале XIII в. // ТД Всесоюзной научной конференции «Культура и искусство Киргизии». 3-6 июня 1983 г. Вып. 2. Л. С. 18-20.
- Заметки по средневековой нумизматике Средней Азии. Часть 5 (Саманиды, Караханиды, Тимуриды) // ИМКУ. Вып. 18. Ташкент. С. 210-223. 1983 г.
- Караханидский чекан Параба (Отрара) // Средневековая городская культура Средней Азии и Казахстана. Алма-Ата. С. 109-120. 1983 г.
- Новые нумизматические данные по истории Караханидов второй половины XII — начала XIII в. // Киргизия при Караханидах. Фрунзе. С. 75-103. 1983 г.
- Вопросы атрибуции раннекараханидских монет // БЧ-1984. ТД. М. С. 45-47.
- К методике исследования раннекараханидских монет как исторического источника // Источниковедение и текстология средневекового Ближнего и Среднего Востока. М. С. 109-123. 1984г.
- Новые данные о караханидском монетном дворе Ферганы // Сообщения ГЭ. Вып. ХПХ. Л.С. 62-63. 1984г.
- Заметки по средневековой нумизматике Средней Азии. Часть 6 (раннее средневековье, Саманиды, Караханиды) // ИМКУ Вып. 19. Ташкент. С. 185-205. [xxi] 1984г.
- Новые данные по генеалогии и хронологии Караханидов // Фольклор, литература и история Востока. Материалы III Всесоюзной тюркологической конференции. Ташкент. С. 367-377. 1984г.

[Рец. на кн.:] О. Караев. История Караханидского каганата. Фрунзе, 1983 // ОНУ. № 12. С.42-45. 1984г.
- Нумизматические материалы для характеристики взаимоотношений Караханидов и бухарских садров // Духовенство и политическая жизнь на Ближнем и Среднем Востоке. М. С. 104Караханидский чекан Науката // ОНУ № 2. С. 55-59.1985г.
- Термез и Караханиды // Творческое наследие народов Средней Азии в памятниках искусства, архитектуры и археологии. ТД. Ташкент. С. 60-62.1985г.
- К,ора дирхдмлар [Чёрные дирхамы] // ФТ. № 3. С. 20-21.1985г.
- Бегтузун — караханидский наместник Ходженда // Известия АН ТаджССР. Отделение общественных наук. № 4 (122). С. 17-19.1985г.
- Заметки по средневековой нумизматике Средней Азии. Часть 7 (Караханиды) // ИМКУ Вып. 20. Ташкент. С. 125-136. 1986г.
- Будухкет — новый караханидский монетный двор (XI в.) // Известия АН КазССР. Серия обществ, наук. № 1. С. 49-54. 1986г.
- Клады караханидских медно-свинцовых дирхемов середины XI в. // Вторая Всесоюзная нумизматическая конференция. ТД. М. С. 43-45. 1987г.
- Критерии различения среднеазиатских фельсов и дирхемов второй половины XII — начала XIII в. // БЧ-1987. ТД. М. С. 51-52. 1987г.
- Клады караханидских медно-свинцовых дирхемов середины XI в. // Вторая Всесоюзная нумизматическая конференция. ТД. М. С. 43-45. 1987г.
- Критерии различения среднеазиатских фельсов и дирхемов второй половины XII — начала XIII в. // БЧ-1987. ТД. М. С. 51-52. 1987г.
- Клад медных монет X — начала XI вв. из Ташкентского оазиса // Новое в советской нумизматике и нумизматическом музееведении. ТД. Л. С. 57-59. 1987г.
- Заметки по средневековой нумизматике Средней Азии, ч. 8 (Караханиды) // ИМКУ Вып.21. Ташкент. С. 156-171. 1987г.
- К истории Ташкентского оазиса конца X в. // ОНУ № 6. С. 62-64. [xxii] 1987г.
- Караханидский чекан Кубы // Прошлое Средней Азии. Душанбе. С. 199-204. 1987г.
- Тогрыл-хан и Тогрыл-тегин (Нумизматические данные к истории Восточных Караханидов во второй половине XI в.) // ЭВ. XXIV. Л. С. 57-67. 1988г.
- К атрибуции мавзолея Шах-Фазил (эпиграфические и нумизматические данные) // Там же.С. 68-77 (совместно с В.Н. Нас-тичем). 1988г.
- Заметки по средневековой нумизматике Средней Азии. Часть 9 (Саманиды, Караханиды, Ануштегиниды) // ИМКУ Вып. 22. Ташкент. С. 191-205.
- Монеты Харашкета (Харачкета) // ОНУ № 6. С. 48-51. 1988г.
- Монеты Испиджаба, Илака и Саганиана как источник для характеристики взаимоотношений Караханидов и местных владетелей // Я.Г. Гулямов и развитие исторических наук в Узбекистане. ТД.Ташкент. С. 47-50. 1988г.
- Вопросы атрибуции раннекараханидских монет // ВИИСИД. Вып. 1. М. С. 255-267. 1989г.
- Биография на монетах // Вехи времён. Ташкент. С. 156-160. 1989г.
- Домонгольский город северо-восточного Мавераннахра в свете нумизматики // Зоны и этапы урбанизации (теоретические аспекты проблемы «Город и процессы урбанизации в Средней Азии»). ТД. Ташкент. С. 53-55. 1989г.
- Клад позднекараханидских дирхемов из Термеза // Краеведение Сурхандарьи. Ташкент. С.77-85. 1989г.
- Монетный чекан Куз Орду-Баласагуна (XI в.) // Красная Речка и Бурана. Фрунзе. С. 144-158. 1989г.
- Ошибки на караханидских монетах как источниковедческая проблема // БЧ-1990. ТД. М. С. 38-40. 1990г.
- Смешанные клады саманидских и караханидских фельсов конца X — первой трети XI в. // Там же. С. 84-85. [xxiii] 1990г.
- Заметки по средневековой нумизматике Средней Азии. Часть 10 (Караханиды) // ИМКУ. Вып. 24. Ташкент. С. 207-214. 1990г.
- Клад монет бухархудатского типа из Мианкаля // Нумизматика Узбекистана. Ташкент. С. 49-78.1990г.
- О так называемом мавзолее Караханида Ибрахима б.Хусайна // Культура древнего и средневекового Самарканда и исторические связи Согда. ТД. Ташкент. С. 50-51. 1991 г.
- Средневековый Ахсикет на торговых путях // Формирование и развитие трасс Великого шелкового пути в Центральной Азии в древности и средневековье. ТД. Ташкент. С. 102-103. 1991 г.
- Торговые связи Восточного Туркестана и Средней Азии XI-XII вв. по нумизматическим данным // Там же. С. 157-159. 1991 г.
- Структура власти в Караханидском каганате: борьба кочевнических и оседлых традиций // Взаимодействие кочевых и оседлых культур на Великом шелковом пути. ТД. Алма-Ата. С. 78-79. 1991 г.
- Нумизматика Средней Азии // Базы данных по истории Евразии в средние века. Вып. 1. М. С. 74. 1992г.
- Древнейшие монеты с упоминанием Сельджукидов // Краткие тезисы докладов Нумизматической конференции. СПб. С.31-32. 1992г.
- Заметки по средневековой нумизматике Средней Азии. Часть 11 (Караханиды, Великие Сельджуки) // ИМКУ Вып. 26. Ташкент. С. 134-147. 1992г.
- Караханиды — вассалы киданей: первые нумизматические свидетельства // Средняя Азия и мировая цивилизация. ТД. Ташкент. С. 69-70. 1992г.
- Караханидские монеты: источниковедческое и историческое исследование. Дис. … доктора истор. наук : 07.00.09 / Рос. АН Ин-т востоковедения. — М., 1993;
- Определение статуса, функций и происхождения лиц, упомянутых на караханидских монетах конца Х-ХI вв. // БЧ-1993. ТД. М. С. 60-62. 1993г.
- Два клада куфических монет из Узбекистана // Там же. С. 62-65 (совм. с А.Х. Атаходжаевым). 1993г.
- Монеты с упоминанием Муттидов — владетелей Испиджа-ба (Х-ХI вв.) // ВНК. Вологда, 18-21 мая 1993 г. ТД. Вологда. С. 17-20. 1993г.
- Из нумизматической истории Бухары конца Х-ХП вв. // Бухара и мировая цивилизация. Вып. 1. ТД. Бухара. С. 93-98. 1993г.
- К истории домонгольского Саганиана // Бактрия-Тохаристан кддимлар ва урта асрларда [Бактрия-Тохаристан в древности и средневековье]. ТД. Самарканд. С. 44—47. 1993г.
- Борьба Караханидов Насра б.Али и Ахмада б.Али в освещении рукописных и нумизматических источников // ВИИСИД. Вып. 2. М. С. 228-236. 1994г.
- Монетный чекан Уструшаны // Древний Заамин. Ташкент. С. 64-73. 1994г.
- Состав монетной массы в средневековом Харашкете // Города Центральной Азии на Великом Шелковом пути. ТД. Самарканд. С. 35-37. 1994г.
- Средневековый Ош в свете нумизматики // Фергана в древности и средневековье. Самарканд. С. 53-58. 1994г.
- The Trade Relations of Eastern Turkestan and Central Asia in the Eleventh and Twelfth Centuries according to Numismatic Data // Silk Road Art and Archaeology, 3. Kamakura. P. 277-289. 1994г.
- О некоторых методах выделения среднеазиатских фельсов до-монгольского времени // ВИИСИД. Вып. 3. М. С. 280-286. 1995г.
- Свод надписей на караханидских монетах: антропонимы и ти-тулатура (часть 1) // ВИИСИД. Вып. 4. М. С. 201-276. 1995г.
- К атрибуции Южного Узгендского мавзолея (эпиграфические и нумизматические данные) // Там же. С. 177-198 (совместно с В.Н. Настичем). [xxv] 1995г.
- О дворце Караханида Ибрахима б. Хусайна // Искусство Узбекистана: древность, средневековье, современность. ТД. Ташкент. С.22-23. 1995г.
- Караханид Али-тегин в Бухаре // Бухара и мировая культура. Вып. 3. Ч. 1. ТД. Бухара. С. 93-95. 1995г.
- К истории домонгольского Касана // Генезис и пути развития процессов урбанизации Центральной Азии. ТД. Самарканд.С. 70-71. 1995г.
- Мусульманский чекан Северного Тохаристана // Городская культура Бактрии — Тохаристана. ТД. Самарканд. С. 61-63. 1995г.
- О содержании серебра в караханидских дирхемах конца X — нач. XII вв. // Проблемы реставрации культурного наследия народов Средней Азии и технологии древних и средневековых ремесленных производств. ТД. Самарканд. С. 56-58. 1995г.
- Узбекистан пуллари [Монеты Узбекистана] // ФТ. № 5-6. С. 4-25. 1995г.
- К истории Дженда XI-XII вв. // Известия НАН Республики Казахстан. Серия обществ, наук. № 4 (203). Алматы. С. 67-73. 1995г.
- Клады серебряных монет X в. из Узбекистана // Четвертая ВНК в г. Дмитрове. 22-26 апреля 1996 г. ТД. М. С. 36-38. 1996г.
- О датировке акшыйракского сосуда [Рец. на: Федоров М.Н., Мокеев А.М. Серебряная чаша XI в. из Кыргызстана] // РА. № 3. С.211-215. 1996г.
- The Origins of the Karakhanids: a Reconsideration // Der Islam. Zeitschrift fur Geschichte und Kultur des islamischen Orients. Bd. 73. Berlin — New York. S. 352-357. 1996г.
- Нумизматическая история Караханидского каганата (991—1209). М.: София, 2006. 1997г.
- Свод надписей на караханидских монетах: антропонимы и ти-тулатура (часть 2) // ВИИСИД. Вып. 5. М. С. 245-314. 1997г.
- Борьба Саманидов и Караханидов за Бухару на рубеже X-XI вв. // ОНУ. № 9-11. С. 31-34. 1997г.
- Бухара от Халифата до Шейбанидов // Бухара — жемчужина Востока. Ташкент. С. 92-95. 1997г.
- Du Califat aux Cheibanides // Boukhara la perle de 1'Orient. Tach-kent. P. 110-117. [xxvi] 1997г.
- The Samarqand Coins of the Rebel Husain b. 'Abdarrahman (12th century) // XII International Numismatic Congress. Abstracts of Papers. Berlin. P. 199. 1997г.
- Ибрахим б. Наср — создатель Западного Караханидского каганата // Древние цивилизации Евразии: история и культура. ТД. М. С. 50-51. 1998г.
- О статусе среднеазиатских наследственных владений X в. (с точки зрения нумизмата) // Шестая ВНК. Санкт-Петербург, 20-25 апреля 1998 г. ТД. СПб. С. 57-58. 1998г.
- Клад медных монет (фельсов) Х-ХI вв. из Узбекистана // Там же. С. 80-82 (совместно с А.Х.Атаходжаевым). 1998г.
- Начальный этап сельджукидской чеканки // Монета: Международный нумизматический альманах. Вып. 5. Вологда. С. 5-15. 1998г.
- Средневековый Ош в свете нумизматики // Изучение древнего и средневекового Кыргызстана. Бишкек. С. 42-43. 1998г.
- Histoire de Ali Tegin, souverain qarakhanide de Boukhara (Xl-e siecle), vue a travers les monnaies // Cahiers dAsie Centrale, nos. 5-6. Tachkent — Aix-en-Provence. P. 19-36. 1998г.
- «Рубленые» караханидские фельсы Х1-ХП вв. из долины За-рафшана // Седьмая ВНК. Ярославль, 19-23 апреля 1999 г. ТД. М. С. 56-58.
- Мусульманская нумизматика Средней Азии. Ташкент. 32 с. 1999г.
- Монетный чекан Кубы // ИМКУ Вып. 30. Ташкент. С. 246-255. 1999г.
- Караханидские фельсы Кеша // Согд в системе культурных связей Центральной Азии. ТД. Самарканд. С. 80-81. 1999г.
- Peculiarities in the Circulation of Late Qarakhanid Coins (second half of the 12th - early 13th centuries A.D.) // Materiaux pour 1'histoire economique du monde iranien (Studia Iranica. Cahier 21). Paris: Association pour lavancement des etudes iraniennes. P. 169-178. [xxvii] 2000 г.
- Об одном раннекараханидском фельсе // Материалы международной конференции, посвященной 50-летию научной деятельности Г.В. Шишкиной. М.: Музей искусства Востока. С. 219-220. 2000 г.
- Партия монет из клада, содержащего дирхемы Саганиана XI века // Древности Поволжья и других регионов. Вып. II (Нумизматический сборник. Т. 1). Нижний Новгород. С. 229Мавераннахр накануне создания Западного Караханидского каганата (в свете нумизматики) // ИМКУ. Вып. 31. Самарканд. С. 178-203. 2000 г.
- О локализации домонгольских монетных дворов Ферганы // Ош и Фергана в исторической перспективе. Бишкек. С. 77-78. 2000 г.
- Miinzen des Rebellen Husain b. 'Abd ar-Rahman in Samarkand (12. Jahrhundert) // XII. Internationaler Numismatischer Kon-gress (Berlin, 1997). Akten — Proceedings — Actes. Bd. II. Berlin.S. 1275-1278. 2000 г.
- Монеты Мусы Йабгу, сына Сельджука (О ранних этапах сель-джукидского чекана) // ЭВ. XXVI. М. С. 34-51. 2001 г.
- Нумизматические памятники, связанные с карахытайским завоеванием Средней Азии // Девятая ВНК. Великий Новгород, 16-21 апреля 2001 г. ТД. СПб. С. 50-52. 2001 г.
- Караханидский каганат // Очерки по истории государственности Узбекистана. Ташкент. С. 65-84. 2001 г.
- Термез в VIII — начале XIII в.: основные события истории // Термез. Древний и новый город на перекрестке дорог. Ташкент.С. 25-32. 2001 г.
- Об атрибуции Рабат-и Малика // ИМКУ. Вып. 32. Ташкент.С. 195-198. 2001 г.
- Термез накануне монгольского завоевания // Термиз шахри-нинг жахон цивилизациясида тутган урни. Termez City and its Place in the World Civilization. Тошкент - Термиз. С. 93-95. [xxviii] 2001 г.
- Находки мусульманских монет // Узбекистонда археологик тадк,ик,отлар — 2000 йил / Археологические исследования в Узбекистане — 2000 год / Archaeological Researches in Uzbekistan. Season 2000. Самарканд. С. 89-95. 2001 г.
- Les frontieres du royaume des Karakhanides // Etudes Karakhanides (Cahiers dAsie Centrale 9). Tachkent — Aix-en-Provence. P. 41-48. 2001 г.
- La chronologic et la genealogie des Karakhanides du point de vue de la numismatique // Ibid. P. 49-75. 2001 г.
- Караханидские монеты и мировая история (о единстве исторического процесса и конечной его цели) // Десятая ВНК. Псков, 15-20 апреля 2002 г. ТД. М. С. 320-322. 2002 г.
- Младший номинал в системе караханидского серебряного обращения (Х1-ХП вв.) // Там же. С. 69-72 (совместно с В.Н. Настичем). 2002 г.
- Кто был победителем Бука-Будрача: из истории Караханидов // ЗВОРАО, НС. Т. I (XXVI).СПб. С. 171-180. 2002 г.
- О датировке монет Караханида Кадыр-Тафгач-хакана Су-лаймана // Культурное наследие Средней Азии. Ташкент. С.135-140. 2002 г.
- Новые находки мусульманских монет // Археологические исследования в Узбекистане — 2001 год. Ташкент. С. 86-91. 2002 г.
- Ванкат — новый ферганский монетный двор // Там же. С. 92-95. 2002 г.
- Намазгах Самарканда // Ислам на территории бывшей Российской империи. Энциклопедический словарь. Вып. 4. М., 2003;
- Клад золотых монет XII — начала XIII в. // Монеты и медали (Сборник статей по материалам коллекции Отдела нумизматики). Вып. II. М. [ГМИИ]. С. 134-168. 2004г.
- Свод надписей на караханидских монетах: антропонимы и ти-тулатура (часть 3). Addenda et corrigenda // ВИИСИД. Вып. 6. М. С. 261-291. 2004г.
- Нумизматические находки на городище Афрасиаб — новейшие материалы к истории денежного обращения в Центральном Мавераннахре (древность, раннее средневековье, средневековый период) // ИМКУ Вып. 34. Самарканд. С. 137-150 (совместно с А.Х. Атаходжаевым).[xxix] 2004г.
- Нумизматическая история Караханидского каганата (991-1209 гг.). Часть I. Источниковедческое исследование. М.: «София». — ххх+314с.

П. В печати и на редподготовке 2006г.
- К истории борьбы между Саманидами и Караханидами в конце X в. — 1,0 авт.л. 2006г.
- Новое о монетном чекане Куз Орду и Барсхана. — 1,6 авт.л. 2006г.
- Клад монет XII века из Кермине. — 0,4 авт.л. [xxx] 2006г.